# Baldwin (Wisconsin, város)
Baldwin város az USA Wisconsin államában, Saint Croix megyében. Lakosainak száma 1047 fő (2020. április 1.).